# Myospalax myospalax
Myospalax myospalax es una especie de roedor de la familia Spalacidae.

## Distribución geográfica
Se encuentra en Kazajistán y Rusia.